# Procesión del Pelícano

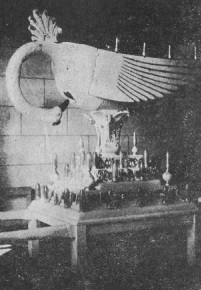
Imagen del pelícano en 1906.

La Procesión del Pelícano era un desfile religioso católico que se celebraba en la ciudad de Quillota, Región de Valparaíso, Chile. Dicho acto se realizaba durante la Semana Santa entre los siglos xviii y comienzos del siglo xx, y su figura principal era un pelícano blanco de madera que se picaba su corazón, y que en su interior guardaba una imagen de Cristo tallado, que tenía sus brazos articulados para poder ingresar.
La festividad surgió en la segunda mitad del siglo xviii, y convertía a Quillota en un importante lugar de peregrinación, acrecentada por la llegada a la ciudad del ferrocarril en el siglo xix. Desde 1880 la procesión empezó a decaer en su popularidad por falta de interés, problemas sociales y políticos, y por el terremoto de 1906, que destruyó la iglesia de San Agustín, en donde guardaban la figura del pelícano.
La actividad era organizada por la Hermandad del Santo Sepulcro, y constaba de una procesión por las calles de la ciudad en donde los participantes recreaban los episodios y personajes de la crucifixión de Jesús. Para llevar la figura del pelícano, llegaban cargadores desde Valparaíso, quienes se turnaban con pobladores de Quillota.